# Miguel de Unamuno
Miguel de Unamuno (n. 29 septembrie 1864, Bilbao; d. 31 decembrie 1936, Salamanca) a fost un prozator spaniol, filozof, profesor, eseist, poet și dramaturg.

## Biografie
Miguel de Unamuno s-a născut la 29 septembrie 1864 la Bilbao, într-o familie bască. După studii de literatură și filozofie la Madrid, este numit profesor la Universitatea din Salamanca, unde va funcționa decenii la rând, cu întreruperi impuse de conflicte cu autoritățile politice (1914) sau de exilul la care îl obligase dictatorul Primo de Rivera (1924-1930). Personalitatea sa puternică este doar parțial atașată "generației de la 1898" - frustrată de pierderea războiului cu Cuba - alături de Antonio Machado, Jacinto Benavente și José Martínez Ruiz, căreia îi aparținea prin vârstă și idealuri. Cât despre modernismul ce încerca să revitalizeze literatura hispano-americană sub autoritatea lui Rubén Darío, l-a ignorat cu bună știință, considerându-l o mișcare de suprafață.
Literatura sa n-a făcut altceva decât să ilustreze propria filozofie, legată de descoperirea "infraistoriei", manifestată zilnic la nivelul indivizilor și colectivităților. Romanele sale, precum:
- Paz en la guerra ("Pace în război", 1907),
- Niebla ("Negură", 1914),
- Abel Sánchez (1917),
- La tía Tula ("Mătușa Tula", 1921)
- San Manuel Bueno, Mártir ("Bunul sfânt Manuel, martir", 1931)

mărturisesc acea convingere a autorului potrivit căreia, "cea mai profundă filozofie trebuie căutată în romane". Pentru că "oamenii nu pier în durerile sau bucuriile mari, fiindcă aceste bucurii și dureri ajung învăluite într-o imensă negură de întâmplări neînsemnate. Și viața tocmai asta e: o negură".
Timp de aproape patru decenii (1896-1932) Unamuno a cercetat "fenomenul Cervantes":
- El caballero de la triste figura ("Cavalerul tristei figuri")
- Sobre la lectura e interpretación del Quijote ("Despre lectura și interpretarea lui Quijote")
- La vida de don Quijote y Sancho ("Viața lui Don Quijote și Sancho")
- Quijotismo y cervantismo ("Quijotism și cervantism")

Pentru Unamuno, don Quijote nu este un simbol, ci întruchiparea esențială a sentimentului tragic al vieții, conflict agonic între rațiune și credință, existent atât la indivizi , cât și la popoare. "Făcând deliberat abstracție de orice tentativă de erudiție sau de căutare de simboluri, Unamuno identifică creația lui Cervantes cu problema Spaniei" (Emilia de Zuleta). Gânditorul spaniol este o autentică figură renascentistă, un umanist dar și un creator. Discipol iberic al lui Soeren Kierkegaard, Unamuno este socotit reprezentant al existențialismului spaniol.
Dacă proza sa s-a dovedit un domeniu apt să susțină convingerile sale filozofice, în piesele de teatru La esfinge ("Sfinxul", 1909), Sombras de suene ("Umbre de vis", 1930), El otro ("Celălalt", 1932) Unamuno pornește de la afirmarea că "lumea este teatru" (el mundo es teatro), raportat continuu la experiența existențială.
Poezia reprezintă poate cea mai caldă și mai puțin speculativă parte a amplei sale creații. În multe din poemele sale (Poesías - Poezii, 1907; Rosario de sonetos líricos - Florilegiu de sonete lirice, 1911; El Cristo de Vélasquez - Christul lui Velasquez, 1920), Unamuno sondează propriul "eu" liric prin parafrază autobiografică, prin trimiterea la întâmplări cărora le-a fost martor și care l-au ajutat să înțeleagă lumea și să și-o asume. Este zona în care filozoful Unamuno se retrage din fața întrebărilor metafizice, pentru a rămâne pur și necontrafăcut în lumina propriei sale conștiințe.
Citat
"Pentru mine doar s-a născut Don Quijote și eu pentru el m-am născut; el s-a priceput să săvârșească isprăvi, iar eu să i le înfățișez prin scris" (Miguel de Unamuno)